# 24年組
24年組（にじゅうよねんぐみ）は、1949年（昭和24年）頃の生まれで、1970年代に少女漫画の革新を担った日本の女性漫画家の一群を指す。「花の24年組」とも呼ばれる。
年齢や作風において彼女らの後輩に当たる女性漫画家たちは「ポスト24年組」と呼ばれている。

## メンバー

### 24年組
- 青池保子（1948年（昭和23年）生）
- 萩尾望都（1949年（昭和24年）生）
- 竹宮惠子（1950年（昭和25年）生）
- 大島弓子（1947年（昭和22年）生）
- 木原敏江（1948年（昭和23年）生）
- 山岸凉子（1947年（昭和22年）生）
- 樹村みのり（1949年（昭和24年）生）
- ささやななえこ（1950年（昭和25年）生）
- 山田ミネコ（1949年（昭和24年）生）
- 坂田靖子（1953年（昭和28年）生）
- 佐藤史生（1952年（昭和27年）生）[2]
- 岸裕子（1949年（昭和24年）生）[要出典]

### ポスト24年組
- 水樹和佳（1953年（昭和28年）生）
- たらさわみち（1954年（昭和29年）生）
- 伊東愛子（1952年（昭和27年）生）
- 花郁悠紀子（1954年（昭和29年）生）

## 概説
1970年代初頭に、新しい感覚を持った女性漫画家たちが次々と現れ、SFやファンタジー的要素や、同性愛の概念を導入したり、画面構成の複雑化を図るなどの技法を用いるなど、当時の少女漫画界の常識を覆していった。彼女らの生年がおよそ昭和24年前後であり、また「大泉サロン」で交流した者も多く、相互に関係が深いことから、「24年組」の名で呼ばれるようになった。24年組の用語は、まず山田ミネコと周囲の漫画家側らが呼称し始め、コミックマーケットの創設母体となった漫画批評集団「迷宮」の同人誌『漫画新批評大系』で、その周囲の関係者に、初期は新しい潮流の少女漫画家一群を特定して、その評論に使用する用語として浸透していった。この用語の公刊の初出は、初期の少女マンガ家の入門書『鈴木光明の少女まんが入門』（1979年、白泉社）である。また24年組の漫画家はみな、主人公が少年である作品を手がけている。当初は読者が少女なのに少年が主人公などとはあり得ないと編集部からの反発もあったという。しかし実際には少女読者の人気を獲得していくこととなった。
さらには、竹宮惠子、萩尾望都は1970年代後半に、山田ミネコは1980年代に少年誌にも連載を行なった。その活動がとくに注目されていた時期は1970年代中頃から1980年代前半である。
24年組の多くは長期に亘って活動を続けており、萩尾や山岸凉子は2000年代に入ってからも漫画賞を受賞している。

## 成り立ち
竹宮惠子と萩尾望都が共同生活を送り、24年組が誕生するきっかけとなった場所が大泉サロンである。この二人を中心に大泉サロンに集まった漫画家・アシスタントを中心に新たな漫画の波が起きた。これが24年組である。そして竹宮と萩尾の出発に貢献し、新たな少女漫画の誕生に大きな役割を果たしたのが、編集者の山本順也である。2004年に山本は、文化庁メディア芸術祭功労賞を受賞し、里中満智子はマンガ部門主査としての講評で、「山本氏は信念を持つ支柱として、伸びゆく才能を支えつづけた。」「山本氏がいなければ日本の少女漫画の発展は10年は遅れたと思う。」と、進展を進めたと大きく評価されている。
1962年の『少女サンデー』休刊以来、小学館は講談社や集英社に遅れを取っていたが、挽回策として月刊誌『少女コミック』を創刊。同誌は1970年に週刊化されたが、当時は多くの漫画家が出版社と専属契約をしており、副編集長の山本は作家の確保に苦労していた。
そのころ竹宮は『COM』に作品を投稿していた縁で手塚治虫に、山本を紹介される。当時の竹宮は親の意向により郷里の徳島大学に通い、学生運動に参加してから、今後の模索のため1年間執筆を断っている時期もあった。竹宮を、山本は徳島まで訪ねて行き、「新しいことを始めたい」と説得した。竹宮は一度上京して東京行きを決心した。臨時アシスタントをしてもらい意気投合した萩尾望都が、『なかよし』で子供向けの少女漫画の枠には入らず原稿の不採用が立て続いていた。それで、5、6作のボツ原稿を竹宮惠子に送り、竹宮が山本のもとへ持ち込んだ。山本は萩尾の漫画にも新しい衝撃を感じた。萩尾が新人で他社と専属契約を結んでいないので『少女コミック』で自由に描けるようになった。その後、萩尾の友人の増山法恵の導きで練馬区南大泉のアパートで共同生活を始める。山本は、プロ漫画家の共同生活など前代未聞だとして反対した。そこに増山がサロン化を計画して漫画家を志す同年代の女性たちが集い、漫画について語り合ったり互いにアシスタントしたりする場となった。これが「大泉サロン」である。なお、24年組全員が大泉サロンに関わっていたわけではない。
それから、同年代の大島弓子も執筆陣に加わり、24年組として影響を大きくする。
萩尾や竹宮、大島など（詳しくはメンバーの項参照）同年代の少女漫画家の自由な作風は、小中学生のみならず高校生や大学生、男性にまで受け入れられ、文芸評論家も高く評価した。